# Entrenamiento asertivo
El entrenamiento asertivo es un método psicoterapéutico dentro del paradigma teórico-clínico de las terapias cognitivo-conductuales, que se utiliza para ayudar a personas con déficits y dificultades en su conducta interpersonal, especialmente pacientes o consultantes con fobia social a sobreponerse a estas dificultades.

## Concepto
La asertividad es la capacidad de expresar a la otra persona con franqueza lo que piensa sobre la persona. Se define como la expresión de sentimientos, ideas y preferencias por medio de conductas apropiadas que no violen los derechos de los demás. Ser asertivo no es lo mismo que ser agresivo, e inclusive puede verse como la opción a la agresión...

## Técnica estándar
En gran medida, la técnica del entrenamiento asertivo implica una reestructuración cognitiva, en tanto que se le enseña al paciente sus derechos como individuo, se eliminan los obstáculos cognitivos para verbalizar de manera segura en favor de sus sentimientos y aspiraciones, y también formas de expresarse. Habiendo establecido lo anterior, se refuerzan conductas apropiadas en el repertorio del cliente por medio del modelado y la práctica, primero en la seguridad del consultorio y luego en ambientes sociales usuales.